# Kozubale
Kozubale – część wsi Werchrata w Polsce, położona w województwie podkarpackim, w powiecie lubaczowskim, w gminie Horyniec-Zdrój.
W latach 1975–1998 Kozubale administracyjnie należała do województwa przemyskiego.
Wierni Kościoła rzymskokatolickiego należą do parafii św. Józefa w Werchracie.